# アレキサンダー・ウィリアムソン (宣教師)
アレキサンダー·ウィリアムソン（Alexander Williamson, 中国名: 韋廉臣、1829年12月5日 - 1890年9月）は、スコットランドの宣教師で、ロンドン宣教協会から中国（清）へ派遣された。中国で 西洋知識普及団体の広学会（Society for the Diffusion of Christian and General Knowledge）を設立し、科学書の翻訳を行なった。訳書『植物学』は日本に伝わり、『植物学』という訳語が日本に現れた。

## 生涯
スコットランドのフォルカークに生まれた。商館で働いた後、宣教師になるためにグラスゴー大学に入学し、神学などを学んだ後、ロンドン宣教協会に入り、中国に派遣された。7年間、伝道と、中国語の勉強を行った後、健康を害して、スコットランドに戻り、5年間、健康の回復に努めた。1857年にジョン・リンドレーの植物学の教科書、『植物学要綱』("element of botanity")を『植物学』として中国語訳した。
1863年にスコットランドの国立聖書協会と再び中国に渡り、山東省の煙台で宣教を開始し、中国語の聖書を北京、モンゴル、満州で配布した。1867年には朝鮮の国境付近で聖書を国境の商人に売ることで朝鮮への布教をはかった。
1867年8月、弟でやはり宣教師のジェームズ・ウィリアムソンが天津の近くで殺されるとその年イギリスに帰国した。1871年に中国に関する著述でグラスゴー大学の学位が与えられた。1871年から1883年まで煙台に戻り宣教を行ったが、1883年に健康の問題でスコットランドに戻った。この間に同文書会（“Book and Tract Society for China"）を設立し、これは1887年に「広学会」となった。1886年に妻が死んだ後、上海に赴任したが、4年後煙台で没した。

## 『植物学』
ウィリアムソンの中国語訳し李善蘭が筆述して1857年に刊行された『植物学』は、1867年（慶応3年）に『翻刻植物学』として日本で刊行された。 阿部弘国の『植物学和解』などの訳書も出版された。日本で「植物学」の呼び名が定着したきっかけの書物であるとされる。

## 著書
- ”Natural Theology”
- "Journeys in North China, Manchuria, and Eastern Mongolia", Vols I and II 1876